# Маньяч, Хорхе
Хорхе Маньяч-и-Робато (исп. Jorge Mañach y Robato; 14 февраля 1898, Сагуа-ла-Гранде, Куба — 25 июня 1961, Сан-Хуан, Пуэрто-Рико) — кубинский писатель
 и адвокат, политический и общественный деятель, историк и философ
.

## Биография
Маньяч получал образование на Кубе, в Испании, США и Франции. В 1920 году он окончил Гарвардский университет со степенью бакалавра философии. Оттуда он продолжил своё высшее образование в Университете права и здравоохранения Лилля в Париже, а затем в Гаванском университете на Кубе. В 1920—1924 годах был профессором Гаванского университета и помощником генерального прокурора Высшего суда город Гавана.
Маньяч был одним из основателей авангардного литературно-художественного и общественно-политического журнала «Ревиста де Авансе» (Revista de Avance), начавшего издаваться в Гаване в 1927 году. Также был редактором и издателем газеты «Аксьон» и «Диарио де ла Марина». В 1930-х годах он преподавал в Колумбийском университете в Нью-Йорке.
Он был участником революции 1933 года, а затем — борьбы против кубинского диктатора Фульхенсио Батисты. В 1934 году был министром просвещения, в 1940—1944 — сенатором. В 1944 году недолгое время занимал пост государственного секретаря (министра иностранных дел) Кубы. В 1948—1954 годах входил в руководство Партии кубинского народа («Ортодоксов»).
С 1958 года находился в эмиграции, после победы Кубинской революции из-за своей критики правительства Фиделя Кастро в 1960 году там и остался. Он стал профессором Университета в Сан-Хуане (Пуэрто-Рико), где и умер в Пуэрто-Рико в 1961 году.
Он был женат на Марго Баньос, и у них родился сын, доктор Хорхе Маньяч-Баньос. Его двоюродная сестра Эдельмира Сампедро-и-Робато вышла замуж за наследника испанского престола.
Его исследования о Хосе Марти, «апостоле кубинской независимости», считаются одними из лучших политических и литературных интерпретаций.

## Основные работы
- Belén el Aschanti, 1924.
- La crisis de la alta cultura en Cuba, 1925.
- Estampas de San Cristóbal, 1926.
- Goya, 1928.
- Indagación del choteo, 1928.
- Tiempo muerto, 1928.
- Martí, el apóstol, 1933.
- Pasado vigente, 1939.
- Historia y estilo, 1944.
- Examen del quijotismo, 1950.
- Para una filosofía de la vida y otros, 1951.
- El sentido trágico de la Numancia, 1959.
- Visitas españolas; lugares, personas, 1959.